# Playa La Tranquera
Playa La Tranquera con sus 560 metros de largo, se sitúa cerca del límite de Chubut y Santa Cruz, entre Playa Los Límites y Playa Alsina en el sur chubutense y norte santacruceño, más precisamente en la Cuenca del Golfo San Jorge. La playa posee una distancia próxima a Punta Peligro; lo que le da la característica de estar abrigada de vientos y marejadas fuertes.
Esta playa es integrante de un sistema de 7 playas de arena fina. Este sistema se halla en el golfo San Jorge y es de especial importancia, dado que tanto hacia el sur como el norte las demás playas son de ripio o composición similar. Esta playa, junto con sus vecinas que la rodean sufren las limitaciones climáticas como bajas temperaturas fuera de la temporada veraniega y la intensidad de los vientos que suelen azotarlas con velocidades diversas. Estos dos fenómenos naturales suelen cobrarse víctimas, dado que todas las playas cercanas no cuentan con guardavidas o similares servicios de auxilio.
Esta playa es muy concurrida por vecinos tanto de Rada Tilly, Comodoro Rivadavia y Caleta Olivia, en la primavera y en el verano suele ser muy concurrida para pasar tardes a la luz del sol o acampar.
Al estar alejada del entorno urbano, la playa y la zona que la rodea gozan de abundante fauna silvestre. Estos animales como los guanacos y zorros colorados suelen ocasionar problemas a los automovilistas que circulan por la ruta cercana. Además, la zona es peligrosa históricamente para el tránsito; debido a que durante los temporales de viento se desarrollan fuertes ráfagas que culminan en le mar y pueden afectar incluso a los rodados pesados.

## Generalidades
Esta playa de dimensiones chicas se oculta cerca de la famosa Punta Peligro, lugar donde la ruta se vuelve una gran y peligrosa curva que por la pronunciación de su recorrido y la cantidad de accidentes le dan su nombre. El acceso a esta pequeña playa es muy dificultoso, sobre todo cuando hay presencia de marea alta.

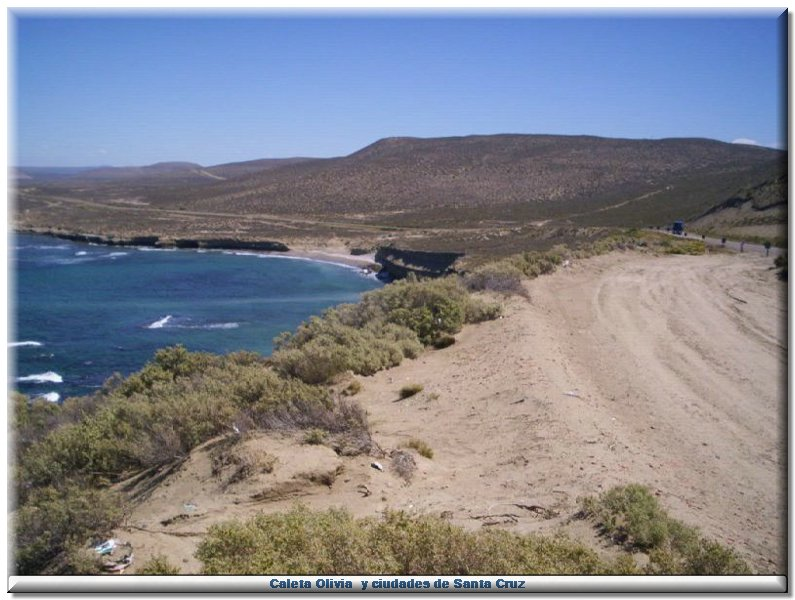
Vista parcial desde punta Peligro de la playa con marea alta.